# Jean-Michel Baylet

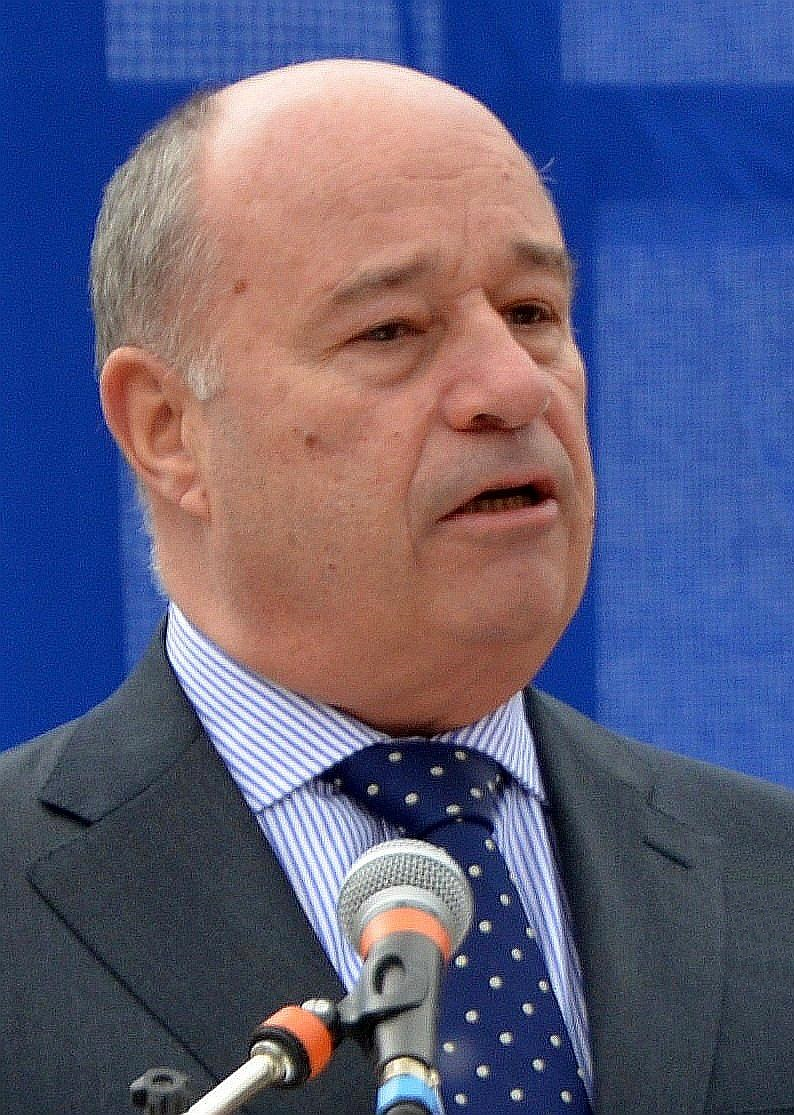
Jean-Michel Baylet (2012)

Jean-Michel Baylet (* 17. November 1946 in Toulouse) ist ein französischer Politiker (PRG, MRSL) und Zeitungsverleger. Er war 1986–88 und 1995–2014 Senator, von 1990 bis 1993 beigeordneter Minister für Tourismus. Von 1996 bis 2016 war er Parteivorsitzender der PRG sowie von 2016 bis 2017 Minister für Raumordnung, ländliche Räume und Gebietskörperschaften. Zudem leitet Baylet den Verlag der südfranzösischen Tageszeitung La Dépêche du Midi.

## Leben
Seine Eltern waren das Politikerpaar Jean Baylet (1904–1959) und Évelyne Baylet (1913–2014), die Mitglieder der historischen Parti radical und nacheinander Bürgermeister der Gemeinde Valence im Département Tarn-et-Garonne waren. Zudem verlegten Baylets Eltern die in Toulouse erscheinende Regionalzeitung La Dépêche du Midi. Nach seinem Jurastudium an der Universität Toulouse wurde Baylet 1971 Journalist bei La Dépêche du Midi. 
Jean-Michel Baylet war 1973 Gründungsmitglied des Mouvement des radicaux de gauche (MRG), einer linken Abspaltung von der Parti radical, aus der später die Parti radical de gauche (PRG) hervorging. Als Nachfolger seiner Mutter war er von 1977 bis 2001 Bürgermeister von Valence. 1978 wurde er in die französische Nationalversammlung gewählt, wo er bis 1984 den 2. Wahlkreis von Tarn-et-Garonne vertrat. Im Kabinett Fabius war Baylet von 1984 bis 1986 Staatssekretär im Außenministerium (unter dem Minister Roland Dumas). Im März 1985 wurde er – wiederum als Nachfolger seiner Mutter Évelyne Baylet – zum Präsidenten des Generalrats des Départements Tarn-et-Garonne gewählt. Von 1986 bis 1988 war er Vertreter von Tarn-et-Garonne im französischen Senat. Von 1988 bis 1990 amtierte Baylet als Staatssekretär für Kommunales (dem Innenminister Pierre Joxe nachgeordnet). Vom 17. Juli 1990 bis 28. März 1993 war Baylet beigeordneter Minister für Tourismus im Ministerium für Industrie und Raumplanung. 
1995 trat Baylet die Nachfolge seiner Mutter als Président-directeur général (PDG, Generaldirektor und Vorsitzender des Verwaltungsrats) des Zeitungsverlags von La Dépêche du Midi an. Die Verquickung von Baylets Rollen als Politiker und Zeitungsverleger sorgte wiederholt für Kritik: La Dépêche ist die meistverbreitete Zeitung im Département Tarn-et-Garonne, in dem Baylet dreißig Jahre lang als Präsident des Generalrats amtierte. Zudem war er von 1995 bis 2014 erneut Senator. Im Januar 1996 wurde er als Nachfolger des erfolglosen Präsidentschaftskandidaten Jean-François Hory zum Parteivorsitzenden der Parti radical-socialiste gewählt. Er leitete die linksliberale Partei, die sich 1998 in Parti radical de gauche umbenannte, zwanzig Jahre lang bis Februar 2016. 
Im März 2003 wurde Baylet wegen Veruntreuung von Firmengeldern zu sechs Monaten Freiheitsstrafe auf Bewährung und einer Geldstrafe von 30.000 Euro verurteilt. Der ehemalige Bürgermeister von Toulouse Dominique Baudis warf Baylet vor, ein politisches Komplott gegen ihn ausgeheckt zu haben, nachdem La Dépêche du Midi über eine angebliche Verwicklung Baudis’ in eine Affäre um den Serienmörder Patrice Alègre berichtet hatte. Seit der Kommunalwahl 2008 hat er einen Sitz im Gemeinderat des Dorfes Montjoi. Baylet bewarb sich 2011 bei der offenen Vorwahl (primaire citoyenne) von Parti socialiste und PRG zur Findung eines gemeinsamen Präsidentschaftskandidaten der Mitte-links-Parteien. Mit rund 17.000 Stimmen (0,64 %) kam er jedoch weit abgeschlagen auf den letzten Platz. Nach dem Ende seiner Amtszeit als Präsident des Generalrats im April 2015 gehört Baylet dem Départementrat von Tarn-et-Garonne als einfaches Mitglied an.
Von Februar 2016 bis Mai 2017 war er Minister für Raumordnung, den ländlichen Raum und Gebietskörperschaften im Kabinett Valls II und im nachfolgenden Kabinett Cazeneuve. Die Leitung der Mediengruppe von La Dépêche gab er an seine geschiedene Ehefrau Marie-France Marchand-Baylet ab, die auch die Mehrheit der Aktien an dem Unternehmen hält und seit Anfang der 2000er-Jahre mit dem ehemaligen Premierminister Laurent Fabius liiert ist. Mit einem Vermögen von 6,5 Millionen Euro war Baylet der reichste Minister. Bei der Präsidentschaftswahl 2017 sprach er sich für Emmanuel Macron aus, obwohl die PRG offiziell die Kandidatur Benoît Hamons von der PS unterstützte.
Nach dem Ende seiner Amtszeit als Minister übernahm Baylet erneut die Position des Generaldirektors und Verwaltungsratsvorsitzenden bei La Dépêche du Midi. Gemeinsam mit dem Ehrenvorsitzenden der Parti radical valoisien (PRad), André Rossinot, initiierte die Fusion von PRG und PRad zum Mouvement radical, social libéral (MRSL), die Ende 2017 vollzogen wurde.

## Bibliographie
- Jean Volff, Un procureur général dans la tourmente. Les dérives de l'affaire Alègre, L'Harmattan, Paris, 2006, S. 25 bis 31.
- Edgar Faure, secrets d'État, secrets de Famille, préface de Jean-Michel Baylet et Jean-Louis Borloo (écrit par Rodolphe Oppenheimer-Faure et Luc Corlouër) petit fils de l'ancien président du Conseil, éditions Ramsay, 2014